# Nageur de l'année
Les titres honorifiques de nageur de l'année (en anglais : Swimming World Swimmers of the Year) décernés par le Swimming World Magazine sont un ensemble de prix, considérés comme les plus prestigieux de la natation, subdivisés en sept catégories : Nageur mondial, Nageur américain, Nageur européen, Nageur du bassin Pacifique, Nageur africain, Nageur handicapé mondial et Nageur en eau libre. Pour chacune de ces catégories, un titre homme et un titre femme sont décernés.
Les titres ne sont pas décernés en 2020 en raison de la pandémie de Covid-19.

## Nageur mondial de l'année
Les nageurs américains ont gagné le titre 30 fois, suivis par ceux de l'Australie (11 fois) et de l'Allemagne (9 fois, RDA et RFA inclus). Michael Phelps (2003, 2004, 2006, 2007, 2008, 2009, 2012 et 2016) avec huit prix est le plus titré, suivis par Katie Ledecky (2013, 2014, 2015, 2016 et 2018) et Ian Thorpe (1998, 1999, 2001 et 2002), avec quatre couronnes chacun, et le trio Krisztina Egerszegi (1991, 1992 et 1995), Janet Evans (1987, 1989 et 1990) et Kristin Otto (1984, 1986 et 1988), avec trois couronnes chacune.
Les plus jeunes récipiendaires sont Franziska van Almsick et Ian Thorpe, âgés, respectivement, de 15 et 16 ans lors de l'obtention du titre et, à l'inverse, les plus âgés à l'avoir reçu sont Inge de Bruijn, à 28 ans, et Michael Phelps, à 27 ans.
| Année | Nageuse de l'année    | Pays               | Nageur de l'année         | Pays                 |
| 1980  | Petra Schneider       | Allemagne de l'Est | Rowdy Gaines              | États-Unis           |
| 1981  | Mary T. Meagher       | États-Unis         | Alex Baumann              | Canada               |
| 1982  | Petra Schneider       | Allemagne de l'Est | Vladimir Salnikov         | Union soviétique     |
| 1983  | Ute Geweniger         | Allemagne de l'Est | Rick Carey                | États-Unis           |
| 1984  | Kristin Otto          | Allemagne de l'Est | Alex Baumann              | Canada               |
| 1985  | Mary T. Meagher       | États-Unis         | Michael Gross             | Allemagne de l'Ouest |
| 1986  | Kristin Otto          | Allemagne de l'Est | Matt Biondi               | États-Unis           |
| 1987  | Janet Evans           | États-Unis         | Tamás Darnyi              | Hongrie              |
| 1988  | Kristin Otto          | Allemagne de l'Est | Matt Biondi               | États-Unis           |
| 1989  | Janet Evans           | États-Unis         | Mike Barrowman            | États-Unis           |
| 1990  | Janet Evans           | États-Unis         | Mike Barrowman            | États-Unis           |
| 1991  | Krisztina Egerszegi   | Hongrie            | Tamás Darnyi              | Hongrie              |
| 1992  | Krisztina Egerszegi   | Hongrie            | Yevgeny Sadovyi           | Russie               |
| 1993  | Franziska van Almsick | Allemagne          | Károly Güttler            | Hongrie              |
| 1994  | Samantha Riley        | Australie          | Kieren Perkins            | Australie            |
| 1995  | Krisztina Egerszegi   | Hongrie            | Denis Pankratov           | Russie               |
| 1996  | Penelope Heyns        | Afrique du Sud     | Denis Pankratov           | Russie               |
| 1997  | Claudia Poll          | Costa Rica         | Michael Klim              | Australie            |
| 1998  | Jenny Thompson        | États-Unis         | Ian Thorpe                | Australie            |
| 1999  | Penelope Heyns        | Afrique du Sud     | Ian Thorpe                | Australie            |
| 2000  | Inge de Bruijn        | Pays-Bas           | Pieter van den Hoogenband | Pays-Bas             |
| 2001  | Inge de Bruijn        | Pays-Bas           | Ian Thorpe                | Australie            |
| 2002  | Natalie Coughlin      | États-Unis         | Ian Thorpe                | Australie            |
| 2003  | Hannah Stockbauer     | Allemagne          | Michael Phelps            | États-Unis           |
| 2004  | Yana Klochkova        | Ukraine            | Michael Phelps            | États-Unis           |
| 2005  | Leisel Jones          | Australie          | Grant Hackett             | Australie            |
| 2006  | Leisel Jones          | Australie          | Michael Phelps            | États-Unis           |
| 2007  | Laure Manaudou        | France             | Michael Phelps            | États-Unis           |
| 2008  | Stephanie Rice        | Australie          | Michael Phelps            | États-Unis           |
| 2009  | Federica Pellegrini   | Italie             | Michael Phelps            | États-Unis           |
| 2010  | Rebecca Soni          | États-Unis         | Ryan Lochte               | États-Unis           |
| 2011  | Rebecca Soni          | États-Unis         | Ryan Lochte               | États-Unis           |
| 2012  | Missy Franklin        | États-Unis         | Michael Phelps            | États-Unis           |
| 2013  | Katie Ledecky         | États-Unis         | Sun Yang                  | Chine                |
| 2014  | Katie Ledecky         | États-Unis         | Kosuke Hagino             | Japon                |
| 2015  | Katie Ledecky         | États-Unis         | Adam Peaty                | Royaume-Uni          |
| 2016  | Katie Ledecky         | États-Unis         | Michael Phelps            | États-Unis           |
| 2017  | Sarah Sjöström        | Suède              | Caeleb Dressel            | États-Unis           |
| 2018  | Katie Ledecky         | États-Unis         | Adam Peaty                | Royaume-Uni          |
| 2019  | Regan Smith           | États-Unis         | Caeleb Dressel            | États-Unis           |
| 2021  | Emma McKeon           | Australie          | Caeleb Dressel            | États-Unis           |
| 2022  | Ariarne Titmus        | Australie          | David Popovici            | Roumanie             |
| 2023  | Kaylee McKeown        | Australie          | Léon Marchand             | France               |
| 2024  | Summer McIntosh       | Canada             | Léon Marchand             | France               |

## Nageur américain de l'année
Le nageur ayant remporté le plus de titres est Michael Phelps avec 11 titres et la nageuse la plus titrée est Janet Evans avec 5 titres consécutifs.
| Année | Nageuse de l'année | Pays                    | Nageur de l'année                                                                   | Pays              |
| 1980  | Tracy Caulkins     | États-Unis              | Mike Bruner                                                                         | États-Unis        |
| 1981  | Tracy Caulkins     | États-Unis              | Craig Beardsley                                                                     | États-Unis        |
| 1982  | Tracy Caulkins     | États-Unis              | Steve Lundquist                                                                     | États-Unis        |
| 1983  | Tiffany Cohen      | États-Unis              | Rick Carey                                                                          | États-Unis        |
| 1984  | Tracy Caulkins     | États-Unis              | Pablo Morales                                                                       | États-Unis        |
| 1985  | Mary T. Meagher    | États-Unis              | Matt Biondi                                                                         | États-Unis        |
| 1986  | Betsy Mitchell     | États-Unis              | Matt Biondi                                                                         | États-Unis        |
| 1987  | Janet Evans        | États-Unis              | David Wharton                                                                       | États-Unis        |
| 1988  | Janet Evans        | États-Unis              | Matt Biondi                                                                         | États-Unis        |
| 1989  | Janet Evans        | États-Unis              | Mike Barrowman                                                                      | États-Unis        |
| 1990  | Janet Evans        | États-Unis              | Mike Barrowman                                                                      | États-Unis        |
| 1991  | Janet Evans        | États-Unis              | Mike Barrowman                                                                      | États-Unis        |
| 1992  | Summer Sanders     | États-Unis              | Mike Barrowman                                                                      | États-Unis        |
| 1993  | Jenny Thompson     | États-Unis              | Eric Namesnik                                                                       | États-Unis        |
| 1994  | Allison Wagner     | États-Unis              | Tom Dolan                                                                           | États-Unis        |
| 1995  | Amy Van Dyken      | États-Unis              | Tom Dolan                                                                           | États-Unis        |
| 1996  | Amy Van Dyken      | États-Unis              | Relais 4 × 100 m 4 nages (Jeff Rouse, Jeremy Linn, Mark Henderson et Gary Hall Jr.) | États-Unis        |
| 1997  | Kristine Quance    | États-Unis              | Lenny Krayzelburg                                                                   | États-Unis        |
| 1998  | Jenny Thompson     | États-Unis              | Lenny Krayzelburg                                                                   | États-Unis        |
| 1999  | Jenny Thompson     | États-Unis              | Lenny Krayzelburg                                                                   | États-Unis        |
| 2000  | Brooke Bennett     | États-Unis              | Lenny Krayzelburg Tom Dolan                                                         | États-Unis        |
| 2001  | Natalie Coughlin   | États-Unis              | Michael Phelps                                                                      | États-Unis        |
| 2002  | Natalie Coughlin   | États-Unis              | Michael Phelps                                                                      | États-Unis        |
| 2003  | Amanda Beard       | États-Unis              | Michael Phelps                                                                      | États-Unis        |
| 2004  | Amanda Beard       | États-Unis              | Michael Phelps                                                                      | États-Unis        |
| 2005  | Katie Hoff         | États-Unis              | Aaron Peirsol                                                                       | États-Unis        |
| 2006  | Katie Hoff         | États-Unis              | Michael Phelps                                                                      | États-Unis        |
| 2007  | Katie Hoff         | États-Unis              | Michael Phelps                                                                      | États-Unis        |
| 2008  | Natalie Coughlin   | États-Unis              | Michael Phelps                                                                      | États-Unis        |
| 2009  | Ariana Kukors      | États-Unis Rebecca Soni | Michael Phelps                                                                      | États-Unis        |
| 2010  | Rebecca Soni       | États-Unis              | Ryan Lochte                                                                         | États-Unis        |
| 2011  | Rebecca Soni       | États-Unis              | Ryan Lochte                                                                         | États-Unis        |
| 2012  | Missy Franklin     | États-Unis              | Michael Phelps                                                                      | États-Unis        |
| 2013  | Katie Ledecky      | États-Unis              | Ryan Lochte                                                                         | États-Unis        |
| 2014  | Katie Ledecky      | États-Unis              | Ryan Cochrane Tyler Clary                                                           | Canada États-Unis |
| 2015  | Katie Ledecky      | États-Unis              | Michael Phelps                                                                      | États-Unis        |
| 2016  | Katie Ledecky      | États-Unis              | Michael Phelps                                                                      | États-Unis        |
| 2017  | Katie Ledecky      | États-Unis              | Caeleb Dressel                                                                      | États-Unis        |
| 2018  | Katie Ledecky      | États-Unis              | Chase Kalisz                                                                        | États-Unis        |
| 2019  | Regan Smith        | États-Unis              | Caeleb Dressel                                                                      | États-Unis        |
| 2021  | Katie Ledecky      | États-Unis              | Caeleb Dressel                                                                      | États-Unis        |
| 2022  | Katie Ledecky      | États-Unis              | Bobby Finke                                                                         | États-Unis        |
| 2023  | Summer McIntosh    | Canada                  | Ryan Murphy                                                                         | États-Unis        |
| 2024  | Summer McIntosh    | Canada                  | Bobby Finke                                                                         | États-Unis        |

## Nageur européen de l'année
Les nageurs ayant remporté le plus de titres sont l'Allemand Michael Gross et le Britannique Adam Peaty avec 5 titres devant le Néerlandais Pieter van den Hoogenband (4 titres) et les nageuses les plus titrées sont la Hongroise Krisztina Egerszegi et la Suédoise Sarah Sjöström avec 6 titres. Les pays ayant remporté le plus de titres sont l'Allemagne (20 titres), puis la Hongrie (17 titres).
Les prix remis entre 1980 et 1989 à des nageurs d’Allemagne de l'Est sont annulés à la suite des sanctions émises contre le gouvernement est-allemand à la suite du système de dopage d'État auquel les nageurs ont pris part.
| Année | Nageuse de l'année                   | Pays                              | Nageur de l'année         | Pays                 |
| 1980  | Petra Schneider Svetlana Varganova*  | Allemagne de l'Est RSFS de Russie | Vladimir Salnikov         | Union soviétique     |
| 1981  | Ute Geweniger Carmen Bunaciu*        | Allemagne de l'Est Roumanie       | Sandor Wladar             | Hongrie              |
| 1982  | Cornelia Sirch Annemarie Verstappen* | Allemagne de l'Est Pays-Bas       | Michael Gross             | Allemagne de l'Ouest |
| 1983  | Ute Geweniger Conny van Bentum*      | Allemagne de l'Est Pays-Bas       | Michael Gross             | Allemagne de l'Ouest |
| 1984  | Kristin Otto Larisa Belokon*         | Allemagne de l'Est RSFS de Russie | Michael Gross             | Allemagne de l'Ouest |
| 1985  | Silke Hörner Tanya Dangalakova*      | Allemagne de l'Est Bulgarie       | Michael Gross             | Allemagne de l'Ouest |
| 1986  | Kristin Otto Tanya Dangalakova*      | Allemagne de l'Est Bulgarie       | Michael Gross             | Allemagne de l'Ouest |
| 1987  | Silke Hörner Noemi Lung*             | Allemagne de l'Est Roumanie       | Tamás Darnyi              | Hongrie              |
| 1988  | Kristin Otto Krisztina Egerszegi*    | Allemagne de l'Est Hongrie        | Tamás Darnyi              | Hongrie              |
| 1989  | Anke Möhring Krisztina Egerszegi*    | Allemagne de l'Est Hongrie        | Giorgio Lamberti          | Italie               |
| 1990  | Krisztina Egerszegi                  | Hongrie                           | Adrian Moorhouse          | Royaume-Uni          |
| 1991  | Krisztina Egerszegi                  | Hongrie                           | Tamás Darnyi              | Hongrie              |
| 1992  | Krisztina Egerszegi                  | Hongrie                           | Yevgeny Sadovyi           | Russie               |
| 1993  | Franziska van Almsick                | Allemagne                         | Károly Güttler            | Hongrie              |
| 1994  | Franziska van Almsick                | Allemagne                         | Alexander Popov           | Russie               |
| 1995  | Krisztina Egerszegi                  | Hongrie                           | Denis Pankratov           | Russie               |
| 1996  | Michelle Smith                       | Irlande                           | Denis Pankratov           | Russie               |
| 1997  | Ágnes Kovács                         | Hongrie                           | Emiliano Brembilla        | Italie               |
| 1998  | Ágnes Kovács                         | Hongrie                           | Denys Sylantyev           | Ukraine              |
| 1999  | Inge de Bruijn                       | Pays-Bas                          | Pieter van den Hoogenband | Pays-Bas             |
| 2000  | Inge de Bruijn                       | Pays-Bas                          | Pieter van den Hoogenband | Pays-Bas             |
| 2001  | Inge de Bruijn                       | Pays-Bas                          | Roman Sludnov             | Russie               |
| 2002  | Franziska van Almsick                | Allemagne                         | Pieter van den Hoogenband | Pays-Bas             |
| 2003  | Hannah Stockbauer                    | Allemagne                         | Alexander Popov           | Russie               |
| 2004  | Yana Klochkova                       | Ukraine                           | Pieter van den Hoogenband | Pays-Bas             |
| 2005  | Otylia Jędrzejczak                   | Pologne                           | László Cseh               | Hongrie              |
| 2006  | Laure Manaudou                       | France                            | László Cseh               | Hongrie              |
| 2007  | Laure Manaudou                       | France                            | Mateusz Sawrymowicz       | Pologne              |
| 2008  | Rebecca Adlington                    | Royaume-Uni                       | Alain Bernard             | France               |
| 2009  | Federica Pellegrini                  | Italie                            | Paul Biedermann           | Allemagne            |
| 2010  | Federica Pellegrini                  | Italie                            | Camille Lacourt           | France               |
| 2011  | Federica Pellegrini                  | Italie                            | Alexander Dale Oen        | Norvège              |
| 2012  | Ranomi Kromowidjojo                  | Pays-Bas                          | Yannick Agnel             | France               |
| 2013  | Katinka Hosszú                       | Hongrie                           | Dániel Gyurta             | Hongrie              |
| 2014  | Katinka Hosszú                       | Hongrie                           | Adam Peaty                | Royaume-Uni          |
| 2015  | Sarah Sjöström                       | Suède                             | Adam Peaty                | Royaume-Uni          |
| 2016  | Katinka Hosszú                       | Hongrie                           | Adam Peaty                | Royaume-Uni          |
| 2017  | Sarah Sjöström                       | Suède                             | Adam Peaty                | Royaume-Uni          |
| 2018  | Sarah Sjöström                       | Suède                             | Adam Peaty                | Royaume-Uni          |
| 2019  | Katinka Hosszú                       | Hongrie                           | Adam Peaty                | Royaume-Uni          |
| 2021  | Sarah Sjöström                       | Suède                             | Evgeny Rylov              | Russie               |
| 2022  | Sarah Sjöström                       | Suède                             | David Popovici            | Roumanie             |
| 2023  | Sarah Sjöström                       | Suède                             | Léon Marchand             | France               |
| 2024  | Sarah Sjöström                       | Suède                             | Léon Marchand             | France               |

## Nageur du bassin Pacifique de l'année
Ce titre a été créé en 1995, une année après les titres homme et femme de nageur de l'année remportés par les deux nageurs australiens Samantha Riley et Kieren Perkins. Avec 37 titres reçus sur les 56 actuellement décernés, l'Australie domine le classement.
| Année | Nageuse de l'année | Pays      | Nageur de l'année  | Pays             |
| 1995  | Susie O'Neill      | Australie | Scott Miller       | Australie        |
| 1996  | Le Jingyi          | Chine     | Danyon Loader      | Nouvelle-Zélande |
| 1997  | Samantha Riley     | Australie | Michael Klim       | Australie        |
| 1998  | Susie O'Neill      | Australie | Ian Thorpe         | Australie        |
| 1999  | Susie O'Neill      | Australie | Ian Thorpe         | Australie        |
| 2000  | Susie O'Neill      | Australie | Ian Thorpe         | Australie        |
| 2001  | Petria Thomas      | Australie | Ian Thorpe         | Australie        |
| 2002  | Petria Thomas      | Australie | Ian Thorpe         | Australie        |
| 2003  | Leisel Jones       | Australie | Kōsuke Kitajima    | Japon            |
| 2004  | Jodie Henry        | Australie | Ian Thorpe         | Australie        |
| 2005  | Leisel Jones       | Australie | Grant Hackett      | Australie        |
| 2006  | Leisel Jones       | Australie | Park Tae-hwan      | Corée du Sud     |
| 2007  | Libby Lenton       | Australie | Kōsuke Kitajima    | Japon            |
| 2008  | Stephanie Rice     | Australie | Kōsuke Kitajima    | Japon            |
| 2009  | Jessica Schipper   | Australie | Zhang Lin          | Chine            |
| 2010  | Alicia Coutts      | Australie | Kōsuke Kitajima    | Japon            |
| 2011  | Ye Shiwen          | Chine     | Sun Yang           | Chine            |
| 2012  | Ye Shiwen          | Chine     | Sun Yang           | Chine            |
| 2013  | Cate Campbell      | Australie | Sun Yang           | Chine            |
| 2014  | Cate Campbell      | Australie | Kōsuke Hagino      | Japon            |
| 2015  | Emily Seebohm      | Australie | Mitch Larkin       | Australie        |
| 2016  | Rie Kaneto         | Japon     | Kōsuke Hagino      | Japon            |
| 2017  | Emily Seebohm      | Australie | Sun Yang           | Chine            |
| 2018  | Cate Campbell      | Australie | Sun Yang           | Chine            |
| 2019  | Ariarne Titmus     | Australie | Daiya Seto         | Japon            |
| 2021  | Emma McKeon        | Australie | Zac Stubblety-Cook | Australie        |
| 2022  | Ariarne Titmus     | Australie | Zac Stubblety-Cook | Australie        |
| 2023  | Kaylee McKeown     | Australie | Qin Haiyang        | Chine            |
| 2024  | Kaylee McKeown     | Australie | Pan Zhanle         | Chine            |

## Nageur africain de l'année
Ce titre a été créé en 2004, l'année où le relais sud-africain du 4 × 100 m nage libre hommes est champion olympique à Athènes. Même si Joan Harrison, en 1952 et Penelope Heyns, en 1996 ont précédemment remporté des médailles d'or olympiques, cette 1re victoire d'un relais sud-africain est indéniablement l'indice de la croissance en profondeur de la natation africaine, conforté également par les trois médailles olympiques gagnées par un nageur africain autre que sud-africain, en l'occurrence Kirsty Coventry.
| Année | Nageuse de l'année  | Pays           | Nageur de l'année                      | Pays                   |
| ----- | ------------------- | -------------- | -------------------------------------- | ---------------------- |
| 2004  | Kirsty Coventry     | Zimbabwe       | Roland Schoeman                        | Afrique du Sud         |
| 2005  | Kirsty Coventry     | Zimbabwe       | Roland Schoeman                        | Afrique du Sud         |
| 2006  | Suzaan van Biljon   | Afrique du Sud | Roland Schoeman                        | Afrique du Sud         |
| 2007  | Kirsty Coventry     | Zimbabwe       | Roland Schoeman                        | Afrique du Sud         |
| 2008  | Kirsty Coventry     | Zimbabwe       | Oussama Mellouli                       | Tunisie                |
| 2009  | Kirsty Coventry     | Zimbabwe       | Oussama Mellouli Cameron van der Burgh | Tunisie Afrique du Sud |
| 2010  | Mandy Loots         | Afrique du Sud | Cameron van der Burgh                  | Afrique du Sud         |
| 2011  | Kirsty Coventry     | Zimbabwe       | Cameron van der Burgh                  | Afrique du Sud         |
| 2012  | Kirsty Coventry     | Zimbabwe       | Chad le Clos                           | Afrique du Sud         |
| 2013  | Karin Prinsloo      | Afrique du Sud | Chad le Clos                           | Afrique du Sud         |
| 2014  | Karin Prinsloo      | Afrique du Sud | Chad le Clos                           | Afrique du Sud         |
| 2015  | Kirsty Coventry     | Zimbabwe       | Chad le Clos                           | Afrique du Sud         |
| 2016  | Kirsty Coventry     | Zimbabwe       | Chad le Clos                           | Afrique du Sud         |
| 2017  | Farida Osman        | Égypte         | Chad le Clos                           | Afrique du Sud         |
| 2018  | Tatjana Schoenmaker | Afrique du Sud | Chad le Clos                           | Afrique du Sud         |
| 2019  | Tatjana Schoenmaker | Afrique du Sud | Chad le Clos                           | Afrique du Sud         |
| 2021  | Tatjana Schoenmaker | Afrique du Sud | Ahmed Hafnaoui                         | Tunisie                |
| 2022  | Lara van Niekerk    | Afrique du Sud | Pieter Coetze                          | Afrique du Sud         |
| 2023  | Tatjana Schoenmaker | Afrique du Sud | Ahmed Hafnaoui                         | Tunisie                |
| 2024, | Tatjana Schoenmaker | Afrique du Sud | Ahmed Jaouadi                          | Tunisie                |

## Nageur en eau libre de l'année
Le titre de Nageur en eau libre a été créé en 2005, l'année où le Comité international olympique intègre au programme olympique l'épreuve du 10 km en eau libre disputée dès les Jeux olympiques d'été de 2008.
| Année | Nageuse de l'année    | Pays        | Nageur de l'année              | Pays            |
| 2005  | Edith van Dijk        | Pays-Bas    | Thomas Lurz                    | Allemagne       |
| 2005  | Edith van Dijk        | Pays-Bas    | Chip Peterson                  | États-Unis      |
| 2006  | Larisa Ilchenko       | Russie      | Thomas Lurz                    | Allemagne       |
| 2007  | Larisa Ilchenko       | Russie      | Vladimir Dyatchin              | Russie          |
| 2008  | Larisa Ilchenko       | Russie      | Maarten van der Weijden        | Pays-Bas        |
| 2009  | Keri-Anne Payne       | Royaume-Uni | Thomas Lurz                    | Allemagne       |
| 2010  | Martina Grimaldi      | Italie      | Valerio Cleri                  | Italie          |
| 2011  | Keri-Anne Payne       | Royaume-Uni | Thomas Lurz Spyrídon Yanniótis | Allemagne Grèce |
| 2012  | Éva Risztov           | Hongrie     | Oussama Mellouli               | Tunisie         |
| 2013  | Poliana Okimoto       | Brésil      | Thomas Lurz                    | Allemagne       |
| 2014  | Sharon van Rouwendaal | Pays-Bas    | Andrew Gemmell                 | États-Unis      |
| 2015  | Aurélie Muller        | France      | Jordan Wilimovsky              | États-Unis      |
| 2016  | Sharon van Rouwendaal | Pays-Bas    | Ferry Weertman                 | Pays-Bas        |
| 2017  | Aurélie Muller        | France      | Ferry Weertman                 | Pays-Bas        |
| 2018  | Sharon van Rouwendaal | Pays-Bas    | Kristóf Rasovszky              | Hongrie         |
| 2019  | Ana Marcela Cunha     | Brésil      | Florian Wellbrock              | Allemagne       |
| 2021  | Ana Marcela Cunha     | Brésil      | Florian Wellbrock              | Allemagne       |
| 2022  | Ana Marcela Cunha     | Brésil      | Gregorio Paltrinieri           | Italie          |
| 2023  | Leonie Beck           | Allemagne   | Florian Wellbrock              | Allemagne       |

## Nageur handicapé de l'année
Le titre a été créé en 2003, mais n'a pas été attribué en 2004.
| Année | Nageuse de l'année   | Pays             | Nageur de l'année | Pays        |
| 2003  | Danielle Watts       | Royaume-Uni      | Sergei Punko      | Biélorussie |
| 2005  | Erin Popovich        | États-Unis       | Benoît Huot       | Canada      |
| 2006  | Jessica Long         | États-Unis       | Wang Xiaofu       | Chine       |
| 2007  | Valérie Grand'Maison | Canada           | Matthew Cowdrey   | Australie   |
| 2008  | Natalie du Toit      | Afrique du Sud   | Matthew Cowdrey   | Australie   |
| 2009  | Mallory Weggemann    | États-Unis       | Daniel Dias       | Brésil      |
| 2009  | Mallory Weggemann    | États-Unis       | Daniel Dias       | Brésil      |
| 2011  | Jessica Long         | États-Unis       | Daniel Dias       | Brésil      |
| 2012  | Jacqueline Freney    | Australie        | Matthew Cowdrey   | Australie   |
| 2013  | Sophie Pascoe        | Nouvelle-Zélande | Daniel Dias       | Brésil      |
| 2014  | Ingrid Thunem        | Norvège          | Ian Silverman     | États-Unis  |
| 2015  | Rebecca Meyers       | États-Unis       | Ihar Boki         | Biélorussie |
| 2016  | Aurélie Rivard       | Canada           | Daniel Dias       | Brésil      |
| 2017  | Sophie Pascoe        | Nouvelle-Zélande | Vincenzo Boni     | Italie      |
| 2018  | Carlotta Gilli       | Italie           | Ihar Boki         | Biélorussie |
| 2019  | Sophie Pascoe        | Nouvelle-Zélande | Reece Dunn        | Royaume-Uni |
| 2021  | Jessica Long         | États-Unis       | Maksym Krypak     | Ukraine     |